# Zsolt Kocsis
Zsolt Kocsis (* 17. Dezember 1970 in Budapest) ist ein ungarischer Badmintonspieler. 

## Karriere
Zsolt Kocsis gewann in Ungarn 1988 und 1989 drei Juniorentitel, ehe er 1995 erstmals bei den Erwachsenen erfolgreich war. 1998 und 2001 folgten weitere Titelgewinne. Drei Mal war er ebenfalls bei den Mannschaftsmeisterschaften erfolgreich.

## Sportliche Erfolge
| Saison | Veranstaltung                              | Disziplin    | Platz | Name                          |
| ------ | ------------------------------------------ | ------------ | ----- | ----------------------------- |
| 1988   | Ungarn: Einzelmeisterschaften der Junioren | Herrendoppel | 1     | Zsolt Kocsis / Csaba Béleczki |
| 1989   | Ungarn: Einzelmeisterschaften der Junioren | Herreneinzel | 1     | Zsolt Kocsis                  |
| 1989   | Ungarn: Einzelmeisterschaften der Junioren | Herrendoppel | 1     | Zsolt Kocsis / Csaba Béleczki |
| 1995   | Ungarn: Einzelmeisterschaften              | Herrendoppel | 1     | Zsolt Kocsis / Ákos Károlyi   |
| 1998   | Ungarn: Einzelmeisterschaften              | Herrendoppel | 1     | Gyula Szalai / Zsolt Kocsis   |
| 2001   | Ungarn: Einzelmeisterschaften              | Herrendoppel | 1     | Zsolt Kocsis / Ákos Károlyi   |

## Referenzen
- - Ki kicsoda a magyar sportéletben? Band 2 (I–R). Szekszárd, Babits Kiadó, 1995. ISBN 963-495-011-6

| Personendaten    | Personendaten                |
| ---------------- | ---------------------------- |
| NAME             | Kocsis, Zsolt                |
| KURZBESCHREIBUNG | ungarischer Badmintonspieler |
| GEBURTSDATUM     | 17. Dezember 1970            |
| GEBURTSORT       | Budapest                     |